# برترام بروكهاوس
برترام بروكهاوس  (بالإنجليزية: Bertram Neville Brockhouse)‏ هو عالم فيزيائي كندي حاز على جائزة نوبل للفيزياء عام 1994 بالمشاركة مع كليفورد شال عن " مجهوداتهم الرائدة لتطوير تقنية تشتت النيوترونات لأغراض دراسة المادة المكثفة ، وبصفة خاصة لتطوير التحليل الطيفي النيوتروني neutron spectroscopy.
ولد برترام بروكهاوس 15 يوليو 1918 في مدينة ليثبريدج بولاية ألبرتا في كندا، وتوفي في 13 أكتوبر 2003. وكانت دراسته بجامعة تورونتو.

## روابط خارجية
- برترام بروكهاوس على موقع الموسوعة البريطانية (الإنجليزية)
- برترام بروكهاوس على موقع مونزينجر (الألمانية)
- برترام بروكهاوس على موقع إن إن دي بي (الإنجليزية)